# Royal Navy Submarine Service

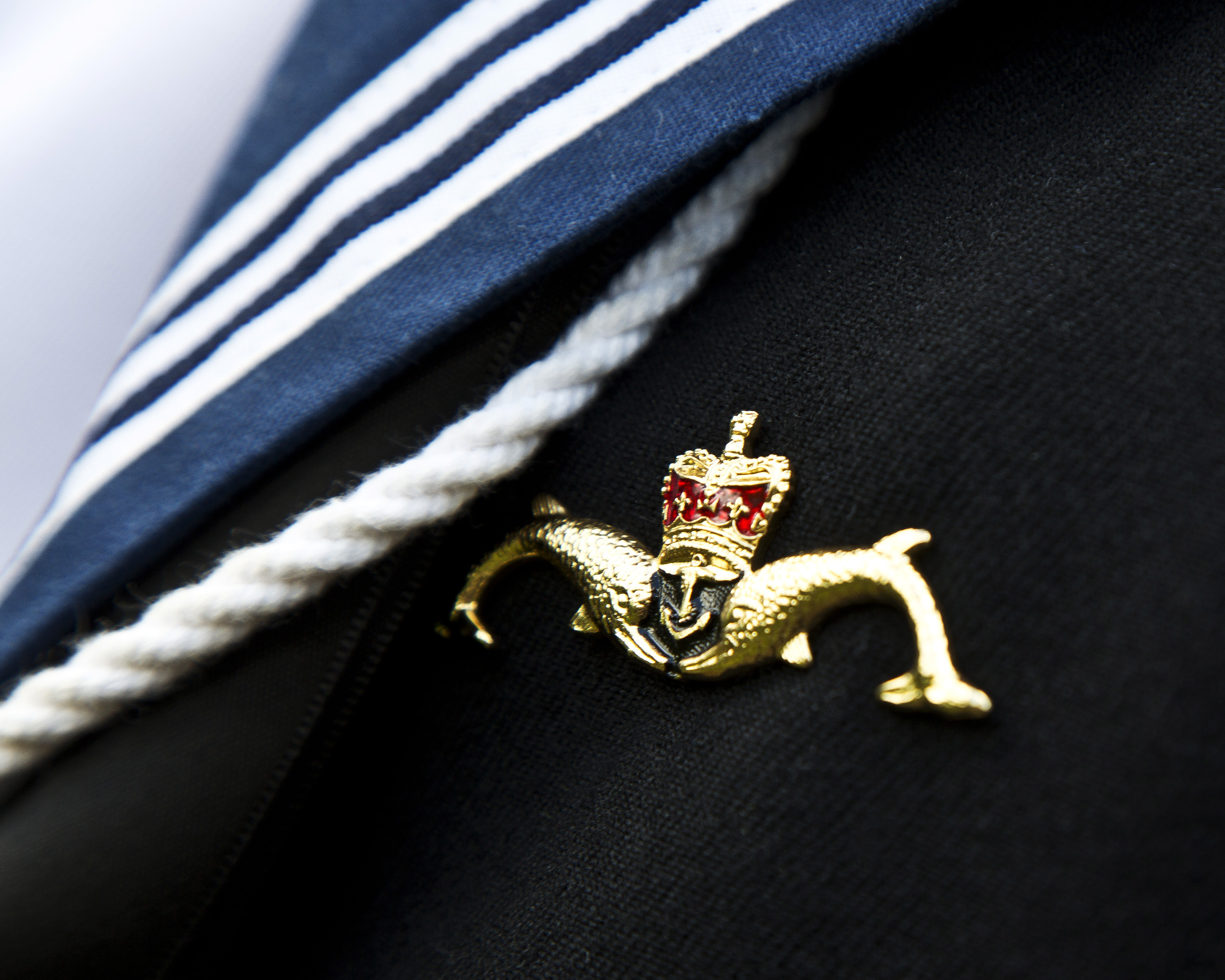
Das Dolphin Badge wird allen britischen U-Boot-Fahrern nach erfolgreich absolvierter Ausbildung verliehen.

Der Royal Navy Submarine Service (deutsch „U-Boot-Flotte der Königlichen Marine“) ist einer der fünf Truppengattungen der Kriegsmarine des Vereinigten Königreichs (neben Surface Fleet, Fleet Air Arm, den Royal Marines und der Royal Fleet Auxiliary). Aufgrund der zumeist verdeckt unter Wasser operierenden U-Boote, ist er auch als Silent Service (deutsch wörtlich „stiller Dienst“) bekannt. Sein Motto lautet: Stay hidden, see everything (deutsch „Bleib verborgen, sieh alles“).

## Auftrag
Seine Hauptaufgaben bestehen in der Konfliktprävention (englisch Preventing conflict) sowie der Sicherung der Seewege (englisch Providing security at sea) mit dem Zweck, die Stabilität, die Versorgung und den Wohlstand des Landes und seiner Verbündeten zu garantieren. Dazu kommen humanitäre Hilfeleistungen, wie im Fall von Naturkatastrophen (englisch Providing humanitarian assistance).

## Geschichte

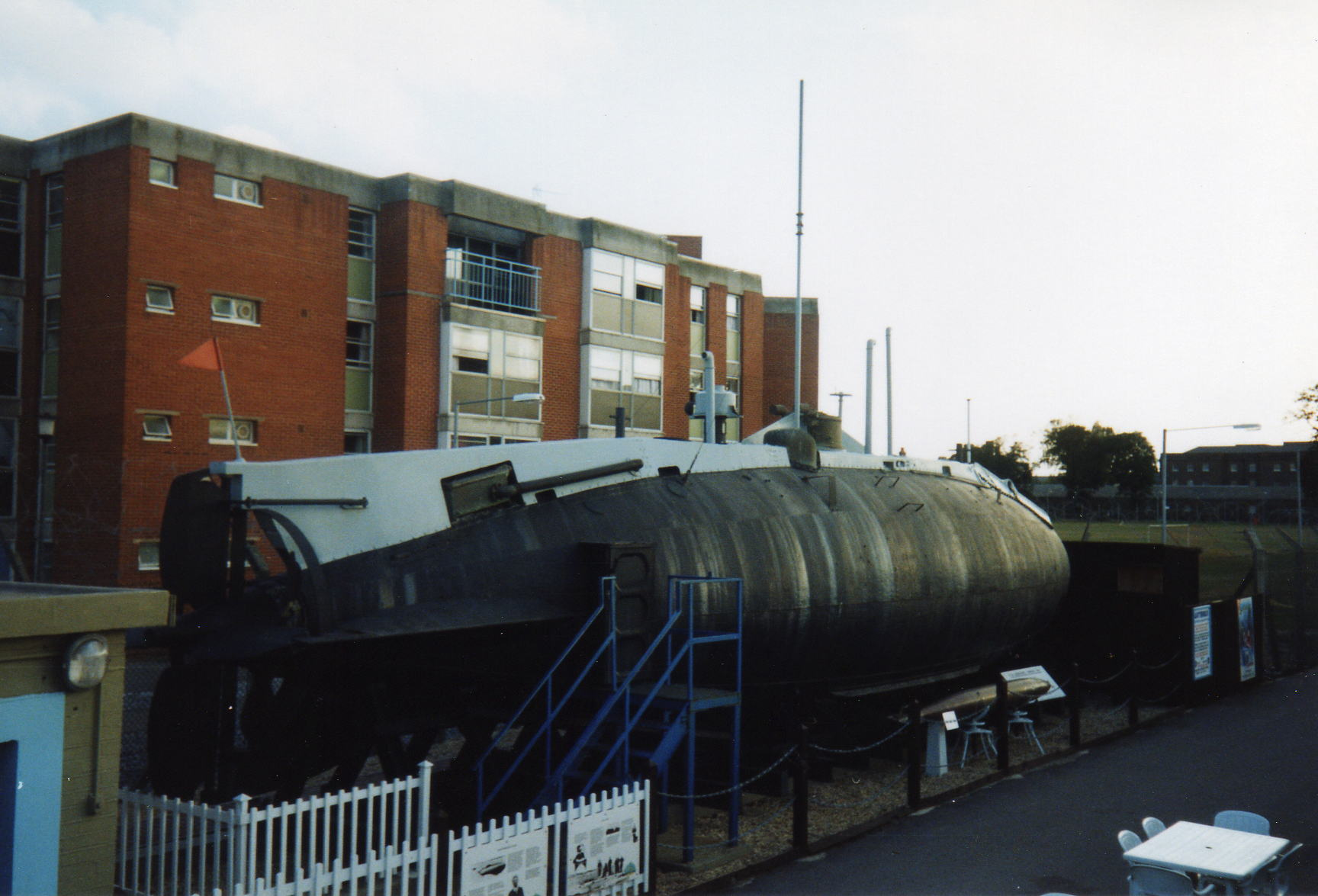
Holland 1 war 1901 das erste U-Boot der britischen Marine. Es kann heute im Royal Navy Submarine Museum besichtigt werden (Foto von 1991).

Die britische Flottenführung stand dem U-Boot zunächst eher zurückhaltend gegenüber, so erklärte noch am 13. Mai 1900 Marineminister George Goschen im Unterhaus, dass die Admiralität das U-Boot als eine Waffe für schwächere Flotten ansehe und hinsichtlich des Baus von U-Booten nicht die Initiative zu ergreifen gedenke. Zugleich wies Goschen aber auch darauf hin, dass sich Großbritannien darüber bewusst sein müsse, dass wenn das U-Boot als Waffe eine entsprechende Einsatzreife erlangen sollte, dass dann Großbritannien als führende Seemacht sich einer größeren Bedrohungslage als andere Nationen ausgesetzt sehen würde. Dennoch blieben Teile der Politik und der Admiralität skeptisch und bezeichneten das U-Boot auch als eine „verdammt unenglische Waffe“.
Einer der wenigen, aber zugleich wichtigsten Proponenten des U-Bootes zu dieser Zeit war Admiral John Fisher, seit 1902 zunächst Zweiter, dann ab 1904 Erster Seelord, der seit 1902 beständig auf die Möglichkeiten des U-Bootes hingewiesen und der dessen generellem Konzept die Befähigung zu einer revolutionären Umwälzung des Seekriegswesens zugesprochen hatte. Fisher vertrat den Standpunkt, dass die Entwicklung einer U-Boot-Waffe unvermeidlich sei und dass die Notwendigkeit bestehe, eine starke U-Boot-Flotte aufzubauen.
Um indessen keinen zu großen Abstand zu anderen Nationen hinsichtlich des technologischen Wissensstandes entstehend zu lassen, bestellte die Royal Navy im Jahr 1901 bei Vickers fünf kleine U-Boote vom Holland-Typ; als erstes britisches U-Boot wurde die Holland 1 noch im gleichen Jahr in Dienst gestellt. Ebenso in diesem Jahr wurden die ersten sechs Offiziere unter dem Kommando von Reginald Bacon zum neugegründeten Submarine Service abgestellt. In den folgenden Jahren schritt der Ausbau der britischen U-Boot-Waffe rapide voran, was vor allem den Bemühungen von Admiral Fisher zu verdanken war. Zwischen 1904 und 1910 wurden insgesamt 49 U-Boote gebaut – elf vom Typ B und 38 vom Typ C. Beide Klassen, die Boote waren etwas über 300 ts groß, verfügten allerdings noch über brandanfällige Benzinmotoren – bei Explosionen und Bränden an Bord der ersten britischen Boote gab es zwischen 1903 und 1909 mindestens zehn Tote und 25 Verletzte – und überalterten rasch. Darüber hinaus begann aber ab 1912 der Bau der U-Boot-Klassen D und E, die bereits über Dieselmaschinen verfügten. Zu Beginn des Ersten Weltkriegs zählte der Royal Navy Submarine Service bereits 62 U-Boote sowie 168 Offiziere und 1.250 Mannschaften, weitere 28 U-Boote befanden sich im August 1914 im Bau.

### Erster Weltkrieg

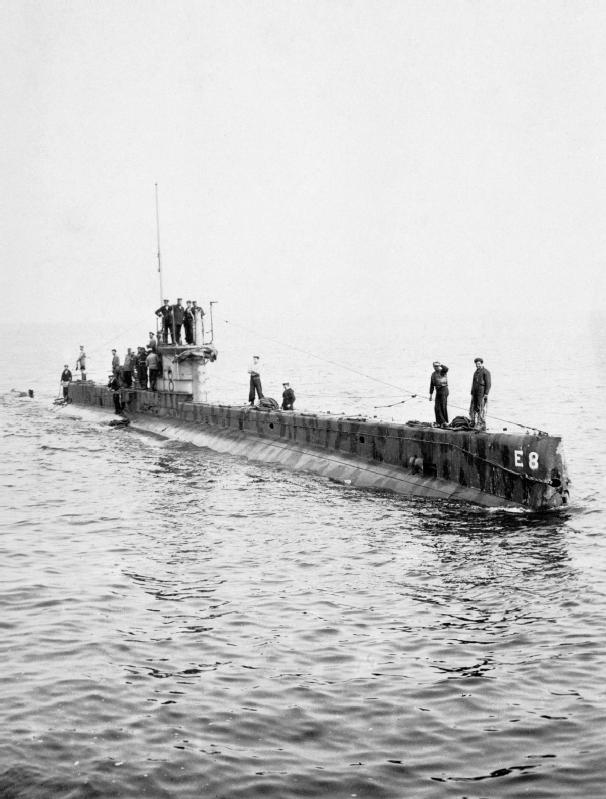
Das U-Boot E8, welches 1915 den deutschen Panzerkreuzer Prinz Adalbert versenkte.

Bei Kriegsausbruch im Spätsommer 1914 bestand der überwiegende Teil der britischen U-Boot-Waffe aus den obig genannten kleineren und bereits veralteten Booten der Typen B und C. Diese Boote kamen dennoch im Krieg zum Einsatz, vor allem in der Ostsee und vor den Dardanellen. Die zahlenmäßig stärkste Klasse von U-Booten im Ersten Weltkrieg war die Klasse E (807 ts maximale Verdrängung, vier beziehungsweise später fünf Torpedorohre vom Kaliber 450 mm), von welcher bis 1916 insgesamt 58 Exemplare von Stapel liefen. Der standardmäßig genutzte Torpedo der britischen U-Boot-Waffe im Ersten Weltkrieg war der 1913 entwickelte und ab 1914 eingeführte Torpedo des Modells Mark VIII. Dieser gasgetriebene 450-mm-Torpedo wog 1.736 Kilogramm und besaß einen Sprengkopf von 145 Kilogramm; er konnte entweder 2.300 Meter (bei 35 kn Laufgeschwindigkeit) oder 3.650 Meter (bei 29 kn) zurücklegen.
Die britischen U-Boot-Streitkräfte waren im August 1914 in neun Flottillen (Submarine Flotillas) organisiert, die in Devonport (1. und 10. Flottille), Portsmouth (2. Flottille), Dover (4. Flottille), Sheerness (5. Flottille), Kingston upon Hull (6. Flottille), Leith (7. Flottille), Harwich (8. Flottille) und Ardrossan (9. Flottille) stationiert waren, darüber hinaus befanden sich jeweils drei U-Boote auf Malta und in Gibraltar. Befehlshaber des Submarine Service bei Kriegsbeginn war Commodore Roger Keyes.
Der erste Erfolg der britischen U-Boot-Waffe gegen ein größeres Kriegsschiff (und der erste erfolgreiche Torpedoangriff eines britischen U-Bootes gegen ein Schiff auf hoher See überhaupt) gelang am 13. September 1914 – acht Tage nach der Versenkung des britischen Kreuzers Pathfinder durch ein deutsches U-Boot und knapp fünf Wochen nach Kriegsausbruch –, als das U-Boot E9 unter dem Kommando von Max Horton den deutschen Kleinen Kreuzer Hela (2.000 ts) südlich von Helgoland torpedierte und versenkte. Als Horton von dieser Feindfahrt nach Harwich zurückkehrte, führte E9 einen Jolly Roger am Periskop, um damit beim Einlaufen in den Hafen einen erfolgreichen Angriff auf ein gegnerisches Schiff während der Patrouille beziehungsweise eine erfolgreiche Feindfahrt abzubilden. Obgleich sich Horton einiger Kritik hierüber ausgesetzt sah, entwickelte es sich spätestens im Zweiten Weltkrieg zu einer Art von Tradition, dass britische U-Boote, die von einer erfolgreichen Patrouille zurückkehrten, den Jolly Roger führten.
Während des Krieges gelangen britischen U-Booten weitere Erfolge gegen größere Kriegsschiffe der Mittelmächte beziehungsweise des Osmanischen Reiches, beispielsweise die Versenkung des deutschen Panzerkreuzers Prinz Adalbert (am 23. Oktober 1915, versenkt durch das U-Boot E8), des deutschen Kleinen Kreuzers Undine (am 7. November 1915, versenkt durch das U-Boot E19) oder des osmanischen Linienschiffes Barbaros Hayreddin (am 8. August 1915, versenkt durch das U-Boot E11). Die britischen U-Boote zeichneten ferner verantwortlich für die Versenkung von mindestens 16 deutschen U-Booten (davon sieben alleine im Jahr 1917). Ein weiterer, in der Historie des Seekrieges bemerkenswerter Erfolg gelang am 5. November 1916 dem U-Boot J1, als dieses vor der dänischen Westküste mit einem einzigen Torpedofächer die beiden deutschen Schlachtschiffe Kronprinz und Großer Kurfürst torpedieren konnte. Es war dies, so weit bekannt, der einzige Fall in der Kriegsgeschichte, wo es einem U-Boot gelang mit einem Torpedofächer zwei Schlachtschiffe zu treffen; die beiden deutschen Schiffe erlitten allerdings nur geringfügige Beschädigungen und waren innerhalb von vier bis acht Wochen wieder einsatzbereit.
| Versenkungserfolge britischer U-Boote gegen große Kriegsschiffe im Ersten Weltkrieg | Versenkungserfolge britischer U-Boote gegen große Kriegsschiffe im Ersten Weltkrieg | Versenkungserfolge britischer U-Boote gegen große Kriegsschiffe im Ersten Weltkrieg |
| ----------------------------------------------------------------------------------- | ----------------------------------------------------------------------------------- | ----------------------------------------------------------------------------------- |
| Kleiner Kreuzer Hela                                                                | Deutsches Reich                                                                     | am 13.09.1914 versenkt von E9                                                       |
| Linienschiff Mesudiye                                                               | Osmanisches Reich                                                                   | am 13.12.1914 versenkt von B11                                                      |
| Linienschiff Barbaros Hayreddin                                                     | Osmanisches Reich                                                                   | am 08.08.1915 versenkt von E11                                                      |
| Panzerkreuzer Prinz Adalbert                                                        | Deutsches Reich                                                                     | am 23.10.1915 versenkt von E8                                                       |
| Kleiner Kreuzer Undine                                                              | Deutsches Reich                                                                     | am 07.11.1915 versenkt von E19                                                      |

Darüber hinaus wurden britische U-Boote auch verstärkt zur Jagd auf deutsche U-Boote herangezogen und patrouillierten vor den Ausmarschwegen von diesen. Kleinere und ältere britische U-Boote wurden ferner auch in der Kombination mit U-Boot-Fallen eingesetzt, wobei das U-Boot – im Sinne eines Schleppzuges – von der U-Boot-Falle geschleppt wurde und dann ein auftauchendes gegnerisches U-Boot attackieren sollte. Das erste dieser Gespanne lief im Mai 1915 aus; die erste Versenkung eines deutschen U-Bootes unter Anwendung dieser Kriegslist geschah am 23. Juni 1915, als das U-Boot U 40 von dem britischen U-Boot C24, das von der U-Boot-Falle Taranaki geschleppt worden war, torpediert und versenkt wurde. 

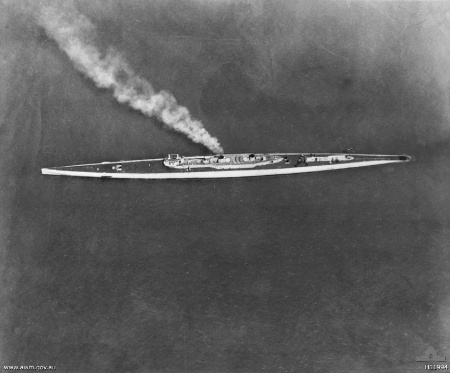
Der turbinengetriebene U-Kreuzer K5 (man beachte die beiden Schornsteine), er ging aus ungeklärten Gründen 1921 im Atlantik mit der gesamten Besatzung verloren.

Speziell zur Jagd auf U-Boote entwickelte die britische Marine ferner einen Jagd-U-Boot-Typ, die Klasse R. Diese sehr fortschrittlichen U-Boote erreichten eine für die damalige Zeit beeindruckende Unterwassergeschwindigkeit von 14 kn (26 km/h), indessen wurde die erste Einheit erst im Juni 1918 in Dienst genommen und die Boote sahen bis zum Kriegsende im November 1918 nur wenige Einsätze; Erfolge wurden keine erzielt. Darüber hinaus baute die britische Marine auch große U-Kreuzer, darunter die dampfturbinengetriebene und über 2.500 ts große Klasse K, die ab September 1916 der Flotte zulief. Diese großen und stark bewaffneten Boote – insgesamt wurden 18 Einheiten gebaut – sollten zusammen mit den Überwasserstreitkräften operieren und besaßen deswegen eine sehr hohe Überwassergeschwindigkeit von 24 kn. Gleichwohl bewährte sich dieser Typ nicht und wies konstruktive Schwächen auf, so eine komplizierte Turbinensteuerung (woraus lange Abtauchzeiten resultierten) und Trimmungsprobleme; mehrere dieser Boote waren auch in schwere Unfälle verwickelt (siehe Schlacht bei der Insel May). In der Endphase des Ersten Weltkrieges wurden ferner die ersten Exemplare eines verbesserten Typs E, die J-Klasse, in Dienst genommen. Von diesen leistungsstarken Hochsee-U-Booten wurden bis 1918 allerdings nur sieben Einheiten fertiggestellt.
Trotz mancher Erfolge und innovativer Konzepte erlitt der Royal Navy Submarine Service im Ersten Weltkrieg allerdings auch beträchtliche Verluste: Als der Krieg im November 1918 endete, waren 60 britische U-Boote verloren gegangen. Die größten Verluste entstanden durch Seeminen (15 Boote), mindestens fünf Boote wurden von deutschen U-Booten versenkt. Erhebliche Verluste entstanden auch durch Unfälle und Kollisionen (14 Boote), sieben Boote wurden im April 1918 in Helsingfors selbst zerstört, damit sie nicht in die Hände deutscher Truppen fallen (siehe Finnischer Bürgerkrieg). 

### Zwischenkriegszeit
Nach Ende des Ersten Weltkrieges, auch vor dem Hintergrund der finanziellen Belastungen durch den Krieg, wurden nach 1918 die meisten laufenden U-Boot-Bauprogramme drastisch zurückgefahren, zudem wurde die Zahl der aktiven Einheiten rasch reduziert. Alleine bis 1920 wurden insgesamt 17 U-Boote außer Dienst gestellt, 1921 folgte die Ausmusterung von weiteren 40 Booten. Weiterhin wurden mehrere Boote auch an die Dominions abgegeben, so die gesamte Klasse J (abzüglich eines Kriegsverlustes), die Australien überlassen wurde. 

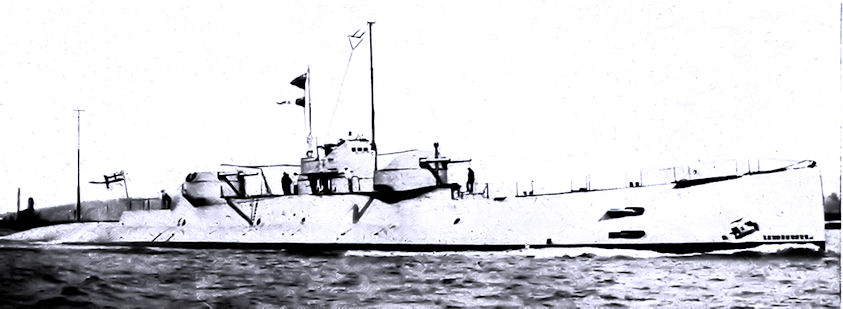
Der große U-Kreuzer X1, das Einzelschiff wurde 1925 in Dienst gestellt und 1936 abgewrackt.

Die schwerwiegenden Auswirkungen des deutschen U-Boot-Krieges auf die alliierte Handelsschifffahrt im Ersten Weltkrieg bewogen die britische Führung, in den folgenden Jahren – besonders im Zusammenhang mit den Flottenkonferenzen in Washington 1921/22 und in London 1930 – auf ein generelles Verbot des U-Bootes hinzuwirken. Großbritannien konnte sich mit diesen Vorschlägen allerdings nicht durchsetzen beziehungsweise diese Pläne scheiterten vor allem an der ablehnenden Haltung Japans, Italiens und der Vereinigten Staaten. Eine Einigung konnte nur dahingehend erzielt werden, dass U-Boote sich beim Führen eines Handelskrieges an die für Überwasserschiffe geltende Prisenordnung zu halten hätten. Darüber hinaus verständigten sich die Vereinigten Staaten, Großbritannien und Japan darauf, dass die gesamte Wasserverdrängung (in aufgetauchtem Zustand) der U-Boot-Streitkräfte des jeweiligen Staates die Tonnage von 52.700 ts nicht überschreiten dürfe. Diese Vereinbarung zeitigte indessen nur eine kurze Gültigkeitsdauer, da sich Japan bereits 1934 aus dem Vertrag zurückzog. 

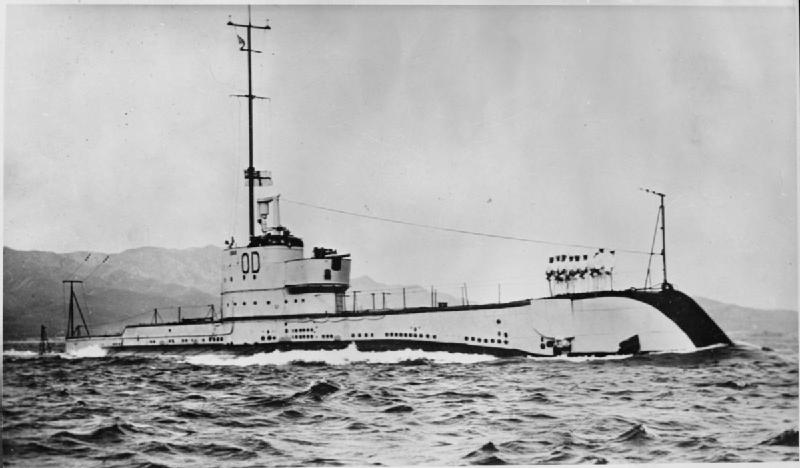
Das britische U-Boot Odin, 1929 in Dienst genommen, 1940 von italienischen Seestreitkräften versenkt.

Trotz erheblicher Einsparungsauflagen und politischer Einschränkungen stellte die britische Marine in der Zwischenkriegszeit mehrere bemerkenswerte U-Boot-Konstruktionen in Dienst, darunter auch mehrere große U-Kreuzer. Auf diese Bauten hatten auch nach Kriegsende ausgelieferte deutsche U-Boot-Typen (etwa der U-Boot-Minenleger U 117) sowie die übergebenen Pläne für den U-Kreuzer U 142 einen erheblichen Einfluss. Erwähnenswert in diesem Zusammenhang wären die U-Kreuzer der Klasse M, die sich allerdings nicht bewährten, sowie das sehr große U-Boot X1 (teilweise auch X-1 oder X.1 geschrieben). Dieser Ende 1925 in Dienst gestellte U-Kreuzer war über 110 Meter lang und besaß eine Wasserverdrängung von rund 3.600 ts. Zum Zeitpunkt des Stapellaufes handelte es sich um das größte und längste U-Boot der Seekriegsgeschichte. Trotz der Dimensionen soll der schwer bewaffnete U-Kreuzer – die Bewaffnung bestand aus vier 13,2-cm-Geschützen Mark I in zwei Zwillingstürmen (die einzigen je von Großbritannien gebauten Geschütze dieses Kalibers) – gute Tauch- und Manövriereigenschaften besessen haben. Das U-Boot wurde nach einer nur relativ kurzen Dienstzeit, vor allem auch wegen der hohen Betriebskosten und einer wartungsintensiven Maschinenanlage, im Jahr 1931 wieder außer Dienst gestellt (der Abbruch erfolgte 1936). Hinzu war die Schwierigkeit gekommen, dass die Barbetten beziehungsweise Drehkränze der Geschütztürme eine Schwachstelle beim Abtauchen dargestellt hatten, da sie dem steigenden Wasserdruck nur begrenzt hatten widerstehen können und Dichtigkeitsprobleme aufwiesen. Für rund 40 Jahre lang, bis zur Indienstnahme der ersten Atom-U-Boote (siehe unten), war die X.1 das größte britische U-Boot.
Ende der 1920er Jahre wurden ferner acht größere U-Boote der Klassen Oxley (zwei Einheiten) und Odin (sechs Einheiten) gebaut und in Dienst gestellt. Diese 1.800 bis 2.000 ts großen Hochsee-U-Boote, die teils auch zum Minenlegen ausgestattet waren, zeichneten sich durch eine zur damaligen Zeit vergleichsweise große maximale Tauchtiefe von 155 Metern aus, allerdings blieben die Geschwindigkeit und die Manövriereigenschaften hinter den Erwartungen zurück. Die Boote dienten später noch im Zweiten Weltkrieg, wobei aber fünf von acht Einheiten in Verlust gerieten.
Die britischen Bemühungen, ein neuerliches Wettrüsten einzugrenzen, führten 1935 zum Abschluss des Deutsch-britischen Flottenabkommens. In diesem einigten sich Großbritannien und das Deutsche Reich unter anderem darauf, dass britischerseits die Tonnage der U-Boot-Flotte auf 52.700 ts zu begrenzen sei, während die deutsche Seite zusicherte, dass die Gesamttonnage der deutschen U-Boot-Streitkräfte auf maximal 45 Prozent der britischen U-Boot-Tonnage (was somit einer Gesamttonnage von 23.700 ts entsprach) begrenzt bleiben wird; nach vorangehender Rücksprache und wenn der Tonnagezuwachs bei den U-Booten zu Lasten anderer Schiffsklassen gehen würde, war dem Deutschen Reich auch eine Parität in der U-Boot-Tonnage zugestanden worden.

### Zweiter Weltkrieg

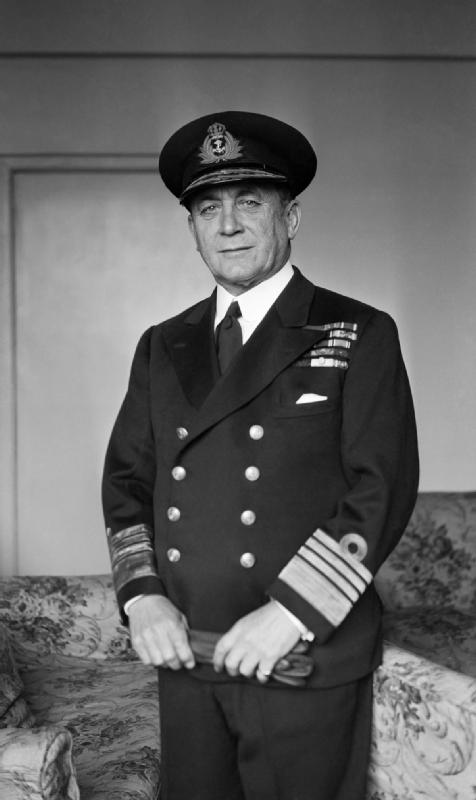
Admiral Sir Max Horton (Bild aus dem Jahr 1943), Befehlshaber des Royal Navy Submarine Service von 1940 bis 1942.

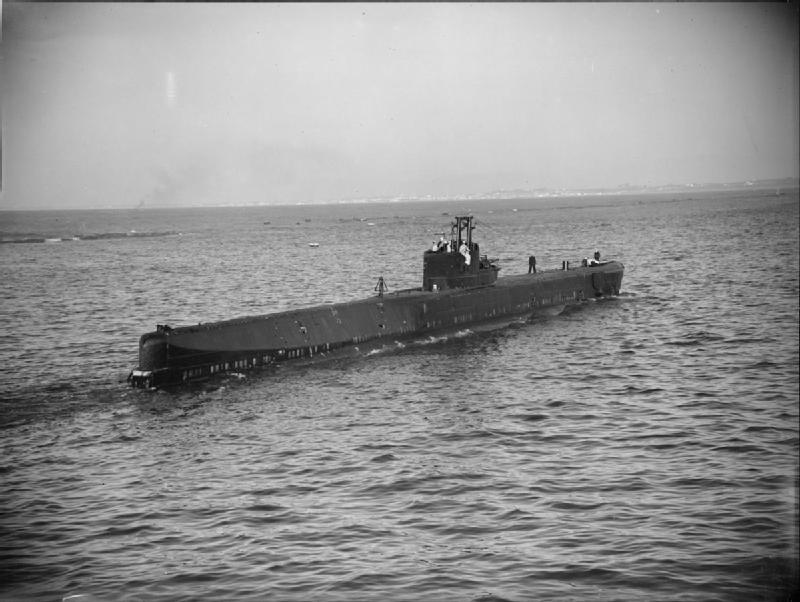
Der U-Boot-Minenleger Rorqual, eines der erfolgreichsten Minenlege-U-Boote des Krieges.

Kurz vor Ausbruch des Zweiten Weltkriegs verlegte am 30. August 1939 der Befehlshaber der U-Boote (Commodore Submarine Service), Rear Admiral Bertram Watson, sein Hauptquartier von Gosport (nahe Southampton) nach Aberdour in Schottland. Zu diesem Zeitpunkt verfügte die U-Boot-Flotte über 58 U-Boote, davon 47 moderne Einheiten, die in insgesamt sechs Flottillen organisiert waren. Bei diesen handelte es sich um die 1. Flottille (Mittelmeer, Alexandria), 2. Flottille (Dundee), 4. Flottille (China Station, Singapur und Hongkong), 5. Flottille (Portsmouth), 6. Flottille (Blyth) und die 7. Flottille (Freetown). Im Verlauf des Krieges wurde diese Gliederung allerdings mehrfach verändert und die Zahl der Flottillen vergrößert. Im Mai 1944 bestand der Royal Navy Submarine Service aus zehn Flottillen mit 114 U-Booten, wobei als Stationierungsorte unter anderem noch Holy Loch, Trincomalee, La Maddalena und Rothesay genutzt wurden. Zwischen 1940 und 1942 führte Max Horton (siehe oben), der bereits im Ersten Weltkrieg U-Boot-Kommandant gewesen war, den Submarine Service. 1942 übernahm Rear Admiral Claud Barry diese Funktion (bis 1944). Sein Nachfolger war Rear Admiral George Creasy (1944 bis 1946). 
Die zahlenmäßig stärkste Klasse von U-Booten im Zweiten Weltkrieg war die ab 1932 in Dienst genommene S-Klasse. Von diesem U-Boot-Typ (990 ts maximale Verdrängung, sechs Bugtorpedorohre im Kaliber 533 mm) wurden, auf mehrere Baulose verteilt, bis 1945 insgesamt 62 Exemplare gebaut. Die mit knapp 1.600 ts maximaler Wasserverdrängung deutlich größere T-Klasse stand mit 53 gebauten Einheiten an zweiter Stelle. Diese ab 1939 der Flotte zulaufenden Hochsee-U-Boote bewährten sich vergleichsweise gut und blieben teilweise noch bis in die 1960er Jahre hinein in Dienst. Neben den großen Flotten-Booten entwickelte und baute die britische Marine während des Krieges auch Kleinst-U-Boote, darunter die etwa 15 Meter langen und rund 30 ts verdrängenden sogenannten X-Craft, die ersten beiden Prototypen wurden 1942 fertiggestellt. Der von der britischen U-Boot-Waffe genutzte Torpedo war eine Weiterentwicklung des Mark VIII, die ebenso als Mark VIII klassifiziert wurde. Dieser ab 1927 eingeführte 533-mm-Torpedo wog 1.566 Kilogramm, das Gewicht des Gefechtskopfes lag bei 340 Kilogramm (später bis zu 365 Kilogramm). Von diesem Torpedo-Typ, die maximale Reichweite lag bei 6.400 Metern bei einer Geschwindigkeit von 41 kn, wurden bis September 1944 insgesamt 3.732 Exemplare im Einsatz verschossen.
Während des Zweiten Weltkrieges sah sich der Royal Navy Submarine Service mit der Herausforderung konfrontiert, dass der überwiegende Teil der gegnerischen Handelsschifffahrt (von einzelnen Blockadebrechern abgesehen), bedingt durch die Stärke der Royal Navy, bereits nach relativ kurzer Zeit weitgehend von den Weltmeeren verschwunden war – das Führen eines klassischen Tonnagekrieges, wie ihn die deutschen U-Boote in der Atlantikschlacht umsetzten, war insofern nicht möglich. Die britischen U-Boote konzentrierten sich deswegen zunächst auf Patrouillenfahrten nahe der gegnerischen Stützpunkte und operierten vorzugsweise gegen die in Küstennähe (beispielsweise vor Norwegen, das 1940 von den Deutschen besetzt wurde) laufenden gegnerischen Geleitzüge.
Die einzige Chance, einen U-Boot-Handelskrieg gegen gegnerische Seewege zu führen, ergab sich im Mittelmeer, wo im Sommer 1940 Italien in den Krieg eingetreten war und wo die britischen U-Boote durchaus mit einigem Erfolg gegen die Nachschubrouten der Achsenmächte nach Nordafrika operieren konnten. Die Einsatzbedingungen im Mittelmeer, vor allem in Küstennähe und wegen des klaren Wassers (was eine Ortung aus der Luft erleichterte), waren für die größeren britischen Flotten-U-Boote allerdings nicht ideal. Entsprechend trat der Großteil der britischen U-Boot-Verluste im Zweiten Weltkrieg auch im Mittelmeer ein: Insgesamt gingen während des Krieges 45 Boote alleine im Mittelmeer verloren.
| Versenkungserfolge britischer U-Boote gegen große Kriegsschiffe im Zweiten Weltkrieg | Versenkungserfolge britischer U-Boote gegen große Kriegsschiffe im Zweiten Weltkrieg | Versenkungserfolge britischer U-Boote gegen große Kriegsschiffe im Zweiten Weltkrieg |
| ------------------------------------------------------------------------------------ | ------------------------------------------------------------------------------------ | ------------------------------------------------------------------------------------ |
| Leichter Kreuzer Karlsruhe                                                           | Deutsches Reich                                                                      | am 10.04.1940 versenkt von Truant                                                    |
| Leichter Kreuzer Armando Diaz                                                        | Königreich Italien                                                                   | am 25.02.1941 versenkt von Upright                                                   |
| Leichter Kreuzer Giovanni delle Bande Nere                                           | Königreich Italien                                                                   | am 01.04.1942 versenkt von Urge                                                      |
| Schwerer Kreuzer Trento                                                              | Königreich Italien                                                                   | am 15.06.1942 versenkt von Umbra                                                     |
| Leichter Kreuzer Kuma                                                                | Kaiserreich Japan                                                                    | am 11.01.1944 versenkt von Tally Ho                                                  |
| Schwerer Kreuzer Ashigara                                                            | Kaiserreich Japan                                                                    | am 08.06.1945 versenkt von Trenchant                                                 |

Trotz dieser teils empfindlichen Verluste gelangen britischen U-Booten auch große Erfolge: Insgesamt versenkten britische U-Boote während des Krieges mehrere große Kriegsschiffe – beispielsweise den deutschen Leichten Kreuzer Karlsruhe (1940), den italienischen Leichten Kreuzer Giovanni delle Bande Nere sowie den italienischen Schweren Kreuzer Trento (beide 1942). Im Juni 1945 gelang dem U-Boot Trenchant (Commander Arthur Hezlet) die Versenkung des japanischen Schweren Kreuzers Ashigara, hinsichtlich der Tonnage (über 12.000 ts) das größte von britischen U-Booten versenkte Kriegsschiff im Zweiten Weltkrieg. Auch bei Angriffen auf gegnerische Großkampfschiffe verzeichneten die britische U-Boote Erfolge (wenngleich die getroffenen Schiffe nicht sanken); so torpedierte das U-Boot Clyde am 20. Juni 1940 vor Trondheim das deutsche Schlachtschiff Gneisenau, das für rund fünf Monate in die Werft musste. Ebenso erzielte das U-Boot Urge am 14. Dezember 1941 vor Kalabrien einen Torpedotreffer auf dem italienischen Schlachtschiff Vittorio Veneto, welches schwer beschädigt wurde und erst im Sommer 1942 wieder einsatzbereit war. Einen der spektakulärsten Einsätze führten X-Craft (siehe oben) im Herbst 1943 durch, als sechs dieser Kleinst-U-Boote – der Plan ging auf Rear Admiral Barry zurück – am 22. September 1943 in den Kåfjord eindrangen und das dort liegende deutsche Schlachtschiff Tirpitz mit Minenladungen schwer beschädigen und für mehrere Monate außer Gefecht setzen konnten (siehe Operation Source).
Darüber hinaus versenkten britische U-Boote insgesamt 17 deutsche U-Boote und 18 italienische U-Boote; bemerkenswert in diesem Zusammenhang war die Versenkung des deutschen U-Bootes U 864 durch das U-Boot Venturer im Februar 1945 – bis heute ist dies die einzige Versenkung eines U-Bootes durch ein anderes U-Boot, wobei sich beide während des Zusammentreffens in getauchtem Zustand befanden.

Bei Angriffen auf gegnerische Nachschublinien wurden während des Krieges weiterhin 475 Frachtschiffe beziehungsweise etwa 1,52 Millionen BRT gegnerischen Schiffsraumes versenkt. Ein britisches U-Boot zeichnete auch verantwortlich für eine der folgenschwersten beziehungsweise opferreichsten Schiffsversenkungen während des Zweiten Weltkrieges: Am 18. September 1944 torpedierte das U-Boot Tradewind unter Lieutenant Commander Stephen L. C. Maydon westlich von Mukomuko den mit über 6.400 javanesischen Zwangsarbeitern und alliierten Kriegsgefangenen beladenen japanischen Frachter Jun’yō Maru – wobei der britischen U-Boot-Besatzung beim Angriff der Sachverhalt, dass es sich um ein sogenanntes Höllenschiff handelte, nicht bekannt war. Beim Untergang kamen etwa 5.620 Menschen ums Leben, darunter rund 1.600 alliierte Kriegsgefangene. 

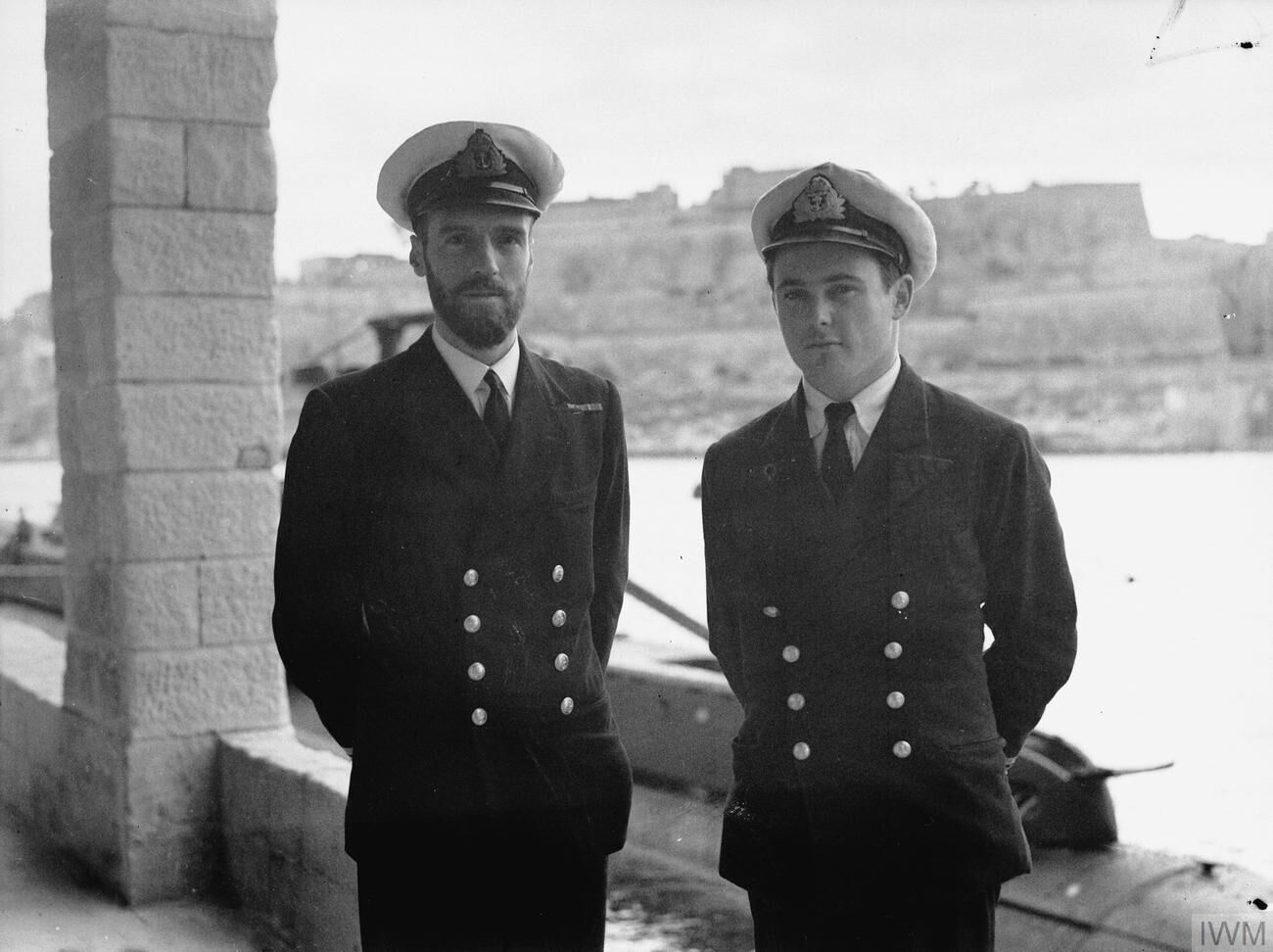
Lieutenant Commander Malcolm David Wanklyn (links), der hinsichtlich der versenkten Tonnage erfolgreichste britische U-Boot-Kommandant im Zweiten Weltkrieg. Rechterhand ist Lieutenant James R. Drummond (DSO, DSC) zu sehen, der 1. Wachoffizier der Upholder. Das Bild entstand im Januar 1942.

Das erfolgreichste britische U-Boot im Zweiten Weltkrieg, gemessen an der versenkten Tonnage, war die Upholder unter Lieutenant Commander Malcolm David Wanklyn, die insgesamt 93.031 BRT Schiffsraum versenken konnte. Allerdings ging das Boot selbst mit der gesamten Besatzung im April 1942 verloren, vermutlich durch einen Wasserbombenangriff des italienischen Torpedobootes Pegaso. Ein weiteres sehr erfolgreiches U-Boot war die Rorqual. Dieser große U-Boot-Minenleger der Porpoise-Klasse unternahm während des Krieges 33 Patrouillenfahrten und verlegte mehr als 1.200 Seeminen. Auf diesen Minen gingen mindestens 15 Schiffe mit knapp 36.000 BRT verloren, darunter auch die italienischen Torpedoboote Altair, Calipso, Generale Antonio Chinotto und Aldebaran. Die Rorqual überstand den Krieg und ist, neben dem französischen U-Boot Rubis, vermutlich der erfolgreichste U-Boot-Minenleger der Seekriegsgeschichte. 
Während des Zweiten Weltkrieges gerieten allerdings auch insgesamt 75 britische U-Boote in Verlust, wobei 45 Boote (60 Prozent aller Verluste) im Mittelmeer sanken und 27 im Atlantik und in der Nordsee. Drei weitere Boote gerieten auf dem Pazifischen Kriegsschauplatz in Verlust. Beim Untergang dieser 75 U-Boote starben insgesamt 3.142 Seeleute, weitere 359 Mann gerieten in Gefangenschaft.
Bei Kriegsende 1945 zählte der Royal Navy Submarine Service insgesamt etwa 25.000 Angehörige und 123 U-Boote, wobei sich allerdings im August 1945 noch weitere 58 Boote im Bau befanden.

### Nachkriegszeit und Kalter Krieg
Wie auch nach dem Ersten Weltkrieg, so standen auch nach dem Zweiten Weltkrieg erhebliche Kürzungen an und wurde die Zahl der aktiven Boote sehr schnell reduziert, so wurden bis 1947 elf U-Boote ausgemustert und 14 weitere an verbündete Staaten abgegeben, darunter drei an Norwegen und vier an Griechenland.

Zu Beginn der 1950er Jahre verzeichnete die britische U-Boot-Flotte zwei schwere Unglücke. Im Januar 1950 kollidierte das U-Boot Truculent vor Sheerness mit dem schwedischen Tanker Divina und sank, wobei 52 Seeleute ums Leben kamen. Bis heute nicht zur Gänze aufgeklärt – wenngleich möglicherweise ein Defekt am Schnorchel ursächlich gewesen sein könnte – ist der Verlust des U-Bootes Affray am 16. April 1951, welches im Hurd’s Deep (westlicher Ärmelkanal) mit der gesamten Besatzung von 75 Mann versank; es handelte sich bis heute um den folgenschwersten Unfall eines britischen U-Bootes nach dem Zweiten Weltkrieg und um das bislang letzte britische U-Boot, das auf hoher See in Verlust geriet. 

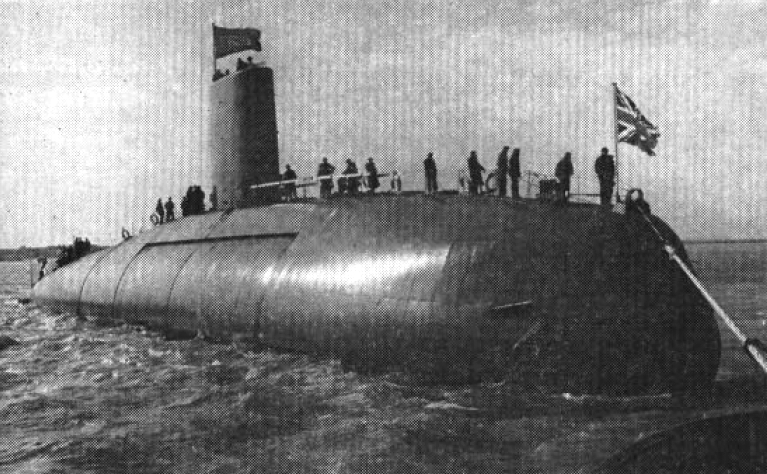
Die Dreadnought, das erste britische Atom-U-Boot.

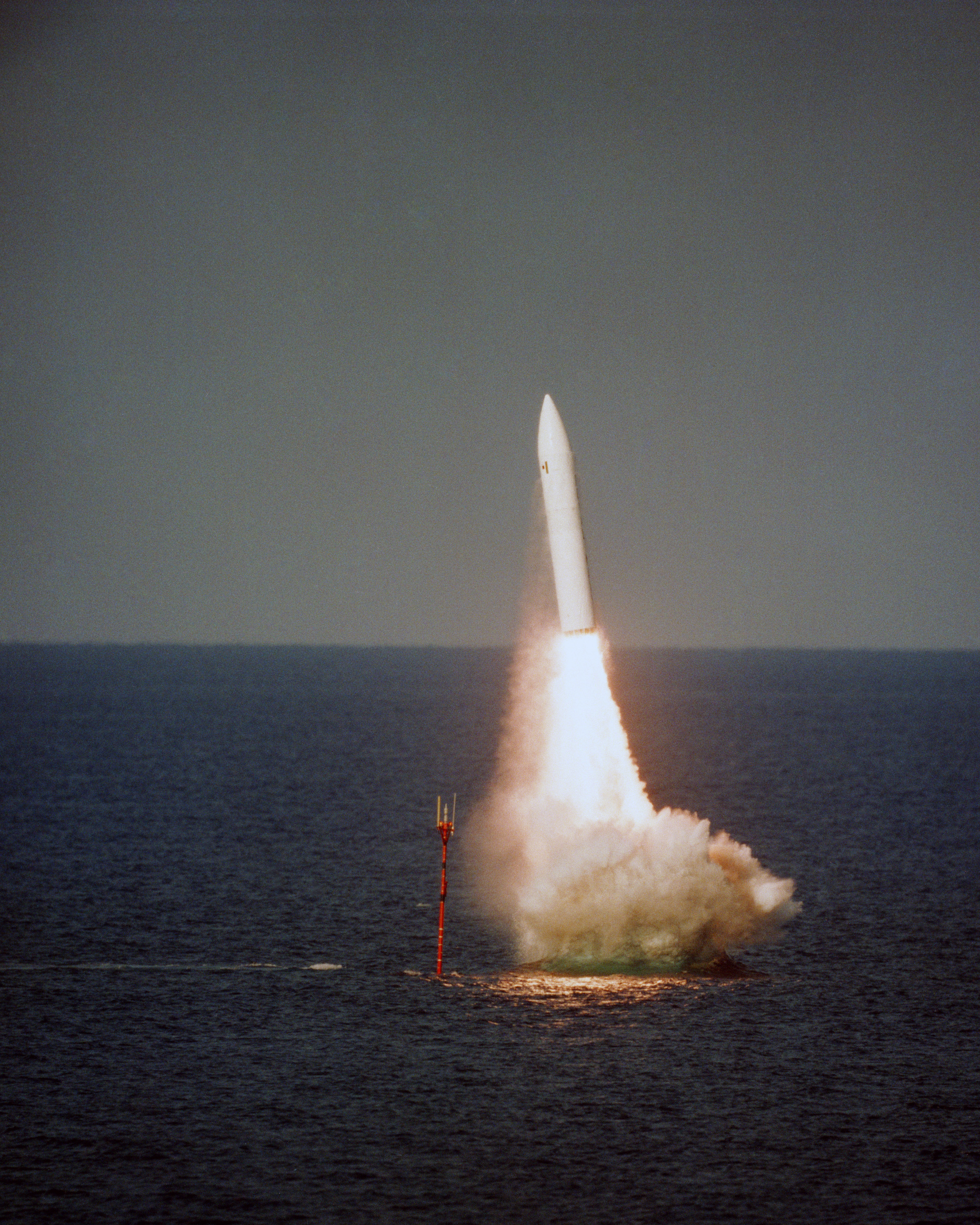
Start einer Polaris-Rakete vom Atom-U-Boot Revenge, einem Boot der Resolution-Klasse (1986).

Bereits Ende der 1940er Jahre begannen in Großbritannien erste Planungen für ein atomgetriebenes U-Boot, infolge von finanziellen Problemen und Einsparungen nach dem Zweiten Weltkrieg schritt die Entwicklung jedoch nur sehr langsam voran. Nachdem die Beziehungen zwischen Großbritannien und den Vereinigten Staaten sich nach der Sueskrise 1956 wieder deutlich verbessert hatten und die Zusammenarbeit in Fragen der Verteidigung erneut intensiviert werden konnte – im Jahr 1958 folgte der Abschluss des US–UK Mutual Defence Agreement (das den Austausch von Nukleartechnik zwischen beiden Ländern erlaubte), 1959 überließ die britische Marine den Flottenstützpunkt Holy Loch der US-Marine als Standort für Atom-U-Boote –, gelang 1959 britischerseits der Erwerb von US-U-Boot-Atomreaktoren des Typs S5W. Dieser Reaktortyp wurde schließlich beim Bau des ersten britischen Atom-U-Bootes, der 1959 auf Kiel gelegten Dreadnought, verwendet. Die Dreadnought, deren Reaktor am 12. November 1962 erstmals kritisch wurde, wurde am 14. April 1963 in Dienst gestellt, womit der Royal Navy Submarine Service im Atomzeitalter angekommen war. 

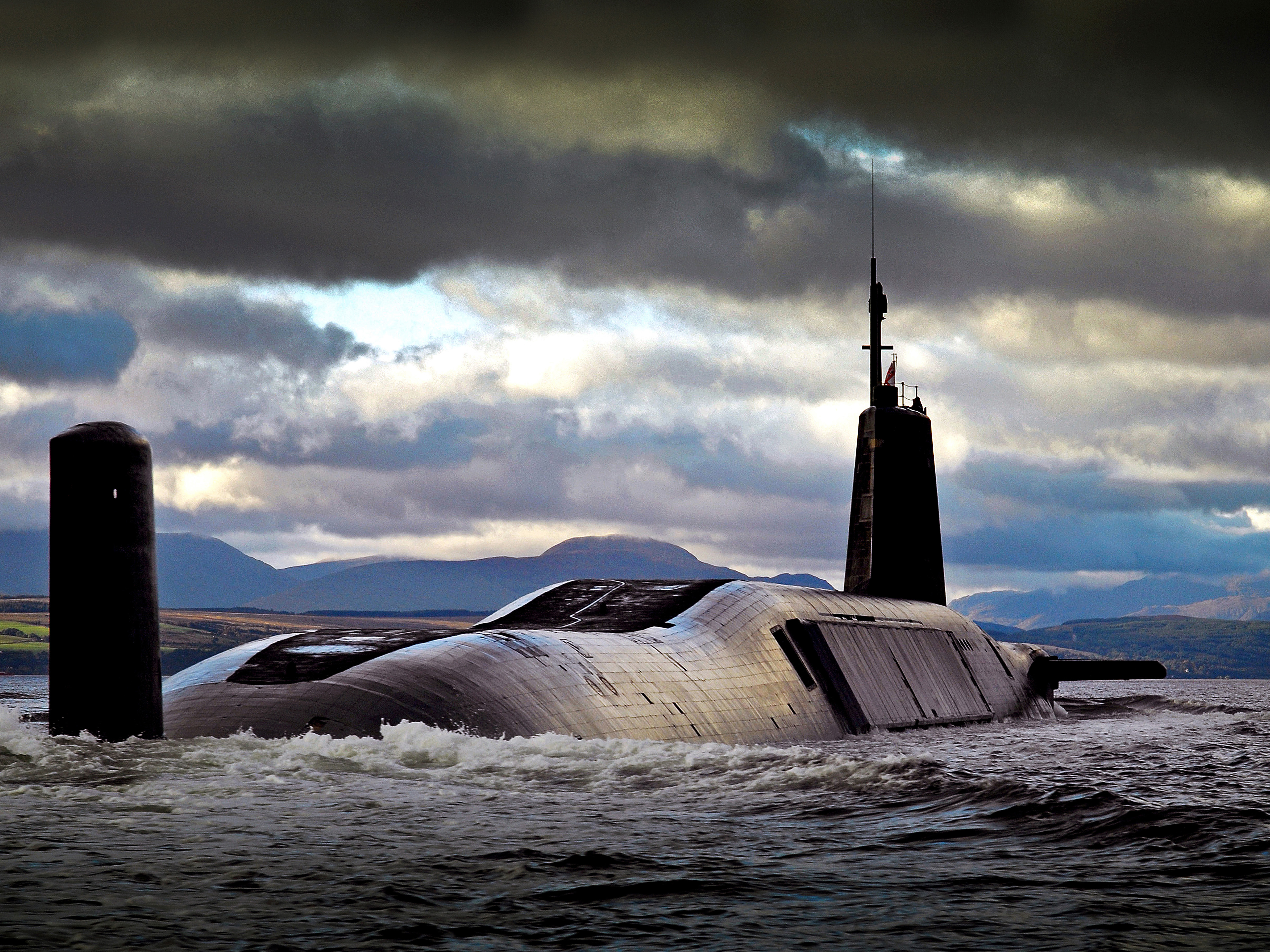
Die 1999 in Dienst genommene Vengeance, ein modernes Atom-U-Boot der Vanguard-Klasse.

Im Jahr 1964, nachdem es 1963 gelungen war Polaris-Raketen in den Vereinigten Staaten zu kaufen, begann in Großbritannien zudem auch der Bau der ersten Atom-U-Boote mit ballistischen Raketen (SSBN); bis 1969 wurden insgesamt vier Einheiten dieser neuen Resolution-Klasse in Dienst gestellt. Am 15. Februar 1968 feuerte die Resolution, das Typschiff der Klasse, als erstes britisches U-Boot eine U-Boot-gestützte ballistische Rakete – eine mit einem 50-Kilotonnen-Atomsprengkopf ausgestattete Polaris-Rakete – auf ein Atomwaffentestgelände in den Vereinigten Staaten ab. Die in getauchtem Zustand über 8.000 ts verdrängenden U-Boote der Resolution-Klasse, jedes der Boote führte 16 Raketen mit sich, bildeten für knapp 30 Jahre, bis Mitte der 1990er Jahre, das Rückgrat der britischen atomaren Abschreckung. Alle vier U-Boote, die jeweils zwei Besatzungen besaßen, waren in Faslane-on-Clyde (His Majesty’s Naval Base Clyde) stationiert. Alle Boote wurden im Verlauf der 1990er Jahre von den U-Schiffen der Vanguard-Klasse abgelöst.
Im Jahr 1982 unterstützte der Royal Navy Submarine Service die Rückeroberung der Falklandinseln (siehe Falklandkrieg), wobei der britische Flottenverband von sechs U-Booten – den fünf atomgetriebenen U-Booten Conqueror, Courageous, Splendid, Spartan und Valiant sowie dem dieselelektrisch angetriebenen Boot Onyx – unterstützt wurde. Am 2. Mai 1982 versenkte das U-Boot Conqueror den argentinischen Kreuzer General Belgrano, wobei ein älterer Torpedo des Typs Mark VIII zum Einsatz kam, da der ab 1973 getestete und ab 1979 neu eingeführte 533-mm-Tigerfish-Torpedo noch funktionale Schwächen besaß und als wenig zuverlässig galt. Die Versenkung, die erste Versenkung eines gegnerischen Schiffes durch ein britisches U-Boot seit dem Zweiten Weltkrieg, fordert mehr als 300 Todesopfer. Darüber hinaus dienten die britischen Boote als Vorposteneinheiten, die sich annähernde argentinische Flugzeuge an die Hauptkräfte meldeten. Verluste entstanden während des Konfliktes keine, allerdings kollidierte die Onyx während eines Tauchmanövers mit einem Unterwasserberg und erlitt moderate Schäden.
Einen weiteren Einsatz der britischen U-Boot-Streitkräfte gab es 1991 im Rahmen des zweiten Golfkrieges (siehe Operation Granby), wobei die britischen Flottenkräfte, darunter der Flugzeugträger Ark Royal, von den beiden dieselelektrischen U-Booten Opossum und Otus begleitet wurden. Beide Boote wurden aber nicht in Kampfhandlungen verwickelt.

### Gegenwart und Zukunft
Aktuell verfügt der Dienst über sechs atomgetriebene Jagd-U-Boote sowie vier ebenfalls atomgetriebene U-Boote der Vanguard-Klasse mit ballistischen Raketen. Seit 2016 befinden sich die Nachfolger der Vanguard-Klasse beziehungsweise die neuen, mit ballistischen Raketen ausgestatteten Atom-U-Schiffe der Dreadnought-Klasse im Bau. Die ersten großen Rumpfsegmente des Typschiffes der Klasse, wobei die Wasserverdrängung dieser U-Schiffe bei über 17.000 ts liegen wird, wurden im Herbst 2023 fertiggestellt.